# 80º Reggimento addestramento volontari "Roma"
L'80º Reggimento addestramento volontari "Roma" è stato un Reggimento dell'Esercito Italiano acquartierato a Cassino (FR), specializzato nella formazione degli Allievi Sergenti. Dipendeva dalla Scuola Sottufficiali dell'Esercito di Viterbo, inquadrato nella Scuola di Applicazione.

## Storia
Viene costituito nel novembre 1884 come 80º Reggimento di Fanteria parte della Brigata "Roma" e viene impiegato nelle operazioni militari in Eritrea (1895-1896) e Libia (1911-1912). Partecipa inoltre alla prima guerra mondiale con tre battaglioni ingaggiando il nemico sul Monte Grappa, a Monastier, sulla Bainsizza, in Vallarsa e sul Monte Majo.
Viene sciolto il 31 ottobre del 1926 e ricostituito il 2 maggio 1937 e assegnato alla XVI Brigata di Fanteria per poi andare a formare nel 1939 con il 79º Reggimento e l'8º Reggimento artiglieria la 9ª Divisione fanteria "Pasubio" che sarà impiegata con la Divisione "Torino" sul fronte orientale nell'ambito della campagna italiana di Russia. Sul fronte russo è uno dei 3 reggimenti del Regio Esercito ad aver guadagnato due Medaglie d'Oro al Valor Militare assieme al 3º Reggimento bersaglieri ed al 6º Reggimento bersaglieri.
Decimato dalle operazioni viene riorganizzato in Campania dove si sfaldò a seguito dell'Armistizio di Cassibile dell'8 settembre 1943.
Venne nuovamente costituito come "CAR" (Centro Addestramento Reclute) in Orvieto il 1º luglio 1958 in sostituzione dell'8º CAR dell'VIII Comando Militare Territoriale costituendo l'80º Battaglione fanteria "Roma" con sede ad Orvieto (Comando presso la Caserma Piave), ed il 57º Battaglione "Abruzzi" a Sulmona. L'80° sarà poi sciolto il 31 dicembre 1975 per lasciare in eredità la Caserma Piave al Terzo Battaglione Granatieri di Sardegna "Guardie" ricostituito come erede del Terzo Granatieri di Padre Chiti. Il 24 settembre 1992 sarà ricostituito a Cassino l'80º Reggimento Fanteria "Roma". Attualmente il reparto diventato R.A.V. cura la formazione professionale degli allievi sergenti provenienti dal personale di truppa in servizio permanente (Volontari in servizio permanente).
Il 15 dicembre 2023 cambia denominazione, assumendo quella di 3º Reggimento "Bondone" e passando alle dipendenze del Comando Artiglieria. La Bandiera di Guerra dell’80° sarà affidata al Reparto Supporti Logistici del Poligono Militare di Monte Romano, che assumerà la denominazione di 80º Reggimento “Roma”, mantenendo la propria missione.

## Soccorso alla popolazione
- Febbraio 2012: aliquote di personale e mezzi dell'80º Rgt. "Roma" sono mobilitati per l'emergenza maltempo e sono intervenuti per ripristinare la viabilità nelle provincia di Frosinone.[2]

## Onorificenze

### Decorati
- Umberto Cerboni, tenente (Trambileno, 17 maggio 1916)
- Cesare De Fabritiis, tenente (Fronte russo (quota 197,2), 23 agosto 1942)
- Rosario Randazzo, soldato (Gorlovka, 5 novembre 1941)

## Insegne e Simboli

Fregio dell'Arma di Fanteria dell'Esercito Italiano (usato per la Fanteria di Linea)

- Il Reggimento indossa il fregio della Fanteria (composto da due fucili incrociati sormontati da una bomba con una fiamma dritta). Al centro nel tondino è riportato il numero "80".
- Le mostrine del reggimento sono rettangolari di colore rosse listate di giallo di due in palo. Alla base della mostrina si trova la stella argentata a 5 punte bordata di nero, simbolo delle forze armate italiane.

## Motto del Reggimento
"Nel nome di Roma".

## Festa del reggimento
- La festa del reggimento si svolge il 12 novembre, anniversario del combattimento di Nikitowka del 1942.

## Persone legate al Reggimento
- Clemente Vismara
- Umberto Cerboni